# Distretto di Cėnhėrmandal
Il distretto di Cėnhėrmandal è uno dei diciassette distretti (sum) in cui è suddivisa la provincia del Hėntij, in Mongolia. Conta una popolazione di 2.004 abitanti (censimento 2010). 